# Volta a Catalunya de 1971
La Volta a Catalunya de 1971 va ser 51a edició de la Volta Ciclista a Catalunya. Es disputà en 5 etapes del 14 al 19 de setembre de 1971 amb un total de 1.034,5 km. El vencedor final fou l'espanyol Luis Ocaña de l'equip Bic per davant del seu company de files Bernard Labourdette, i de Domingo Perurena del Kas.
La cinquena etapa estava dividida en dos sectors. Hi havia dos contrarellotges, una per equips al Pròleg de Calafell i l'altra individual al segon sector de la cinquena etapa a Sabadell.
Hi havia bonificacions de 20 i 10 segons als dos primers de cada etapa, de 10, 6 i 3 segons als primers als alts de 1a, 2a i 3a categoria respectivament, i de 3, 2 i 1 segons als primers de cada meta volant. Durant el pròleg no es varen entregar bonificacions.
Luis Ocaña guanyava la "Volta" en el millor any de la seva carrera esportiva gràcies a la victòria a l'última contrarellotge.

## Etapes
| Etapa  | Data           | Ciutats d'etapa                      | km    | Vencedor de l'etapa | Líder de la general  |
| ------ | -------------- | ------------------------------------ | ----- | ------------------- | -------------------- |
| Pròleg | 14 de setembre | Calafell - Calafell (CRE)            | 19,5  | Kas                 | Vicente López Carril |
| 1a     | 15 de setembre | Calafell – Tarragona                 | 162,9 | Domingo Perurena    | Domingo Perurena     |
| 2a     | 16 de setembre | Tarragona – Manresa                  | 214,7 | Domingo Perurena    | Domingo Perurena     |
| 3a     | 17 de setembre | Manresa – Puigcerdà                  | 243,1 | Jean-Claude Genty   | Bernard Labourdette  |
| 4a     | 18 de setembre | Alp - Santa Coloma de Gramenet       | 206,4 | Guido Reybrouck     | Bernard Labourdette  |
| 5a A   | 19 de setembre | Santa Coloma de Gramenet - Barcelona | 171,4 | Primo Mori          | Bernard Labourdette  |
| 5a B   | 19 de setembre | Sabadell – Sabadell (CRI)            | 16,5  | Luis Ocaña          | Luis Ocaña           |

### Pròleg[1]
14-09-1971: Calafell - Calafell, 19,5 km. (CRE):
| Resultat del Pròleg \| \| Equip \| Nacionalitat \| Temps \| \| - \| ------- \| ------------ \| ------- \| \| 1 \| Kas \| Espanya \| 23' 12" \| \| 2 \| Filotex \| Itàlia \| + 17" \| \| 3 \| Bic \| França \| + 19" \| |         |              |         |
| | Equip   | Nacionalitat | Temps   |
| 1 | Kas     | Espanya      | 23' 12" |
| 2 | Filotex | Itàlia       | + 17"   |
| 3 | Bic     | França       | + 19"   |

### 1a etapa[3]
15-09-1971: Calafell – Tarragona, 162,9:
|   | Ciclista         | Equip     | Temps      |
| - | ---------------- | --------- | ---------- |
| 1 | Domingo Perurena | Kas       | 4h 21' 17" |
| 2 | Guido Reybrouck  | Salvarani | m. t.      |
| 3 | José Moreno      | La Casera | m. t.      |

|   | Ciclista         | Equip     | Temps      |
| - | ---------------- | --------- | ---------- |
| 1 | Domingo Perurena | Kas       | 4h 20' 57" |
| 2 | Guido Reybrouck  | Salvarani | + 10"      |
| 3 | José Moreno      | La Casera | + 18"      |

### 2a etapa[4]
16-09-1971: Tarragona – Manresa, 214,7 km.:
|   | Ciclista         | Equip   | Temps      |
| - | ---------------- | ------- | ---------- |
| 1 | Domingo Perurena | Kas     | 3h 43' 31" |
| 2 | José Grande      | Werner  | m. t.      |
| 3 | Ugo Colombo      | Filotex | m. t.      |

|   | Ciclista            | Equip  | Temps       |
| - | ------------------- | ------ | ----------- |
| 1 | Domingo Perurena    | Kas    | 10h 23' 23" |
| 2 | José Grande         | Werner | + 25"       |
| 3 | Bernard Labourdette | Bic    | + 37"       |

### 3a etapa[5]
17-09-1971: Manresa – Puigcerdà, 243,1 km.:
|   | Ciclista            | Equip | Temps      |
| - | ------------------- | ----- | ---------- |
| 1 | Jean-Claude Genty   | Bic   | 7h 10' 22" |
| 2 | Bernard Labourdette | Bic   | + 3' 07"   |
| 3 | Miguel Mari Lasa    | Kas   | + 4' 45"   |

|   | Ciclista            | Equip   | Temps       |
| - | ------------------- | ------- | ----------- |
| 1 | Bernard Labourdette | Bic     | 17h 37' 08" |
| 2 | Domingo Perurena    | Kas     | + 22"       |
| 3 | Ugo Colombo         | Filotex | + 1' 04"    |

### 4a etapa[6]
18-09-1971: Alp - Santa Coloma de Gramenet, 206,4 km.:
|   | Ciclista         | Equip     | Temps      |
| - | ---------------- | --------- | ---------- |
| 1 | Guido Reybrouck  | Salvarani | 5h 08' 20" |
| 2 | Domingo Perurena | Kas       | m. t.      |
| 3 | Miguel Mari Lasa | Kas       | m. t.      |

|   | Ciclista            | Equip | Temps       |
| - | ------------------- | ----- | ----------- |
| 1 | Bernard Labourdette | Bic   | 22h 45' 25" |
| 2 | Domingo Perurena    | Kas   | + 04"       |
| 3 | Eduard Castelló     | Kas   | + 1' 04"    |

### 5a etapa A[7]
19-09-1971: Santa Coloma de Gramenet - Barcelona, 171,4 km. :
| Resultat de la 5a etapa A \| \| Ciclista \| Equip \| Temps \| \| - \| --------------- \| --------- \| ---------- \| \| 1 \| Primo Mori \| Salvarani \| 4h 53' 38" \| \| 2 \| Luis Ocaña \| Bic \| + 2' 57" \| \| 3 \| Agustín Tamames \| Werner \| m. t. \| |                 |           |            |
| | Ciclista        | Equip     | Temps      |
| 1 | Primo Mori      | Salvarani | 4h 53' 38" |
| 2 | Luis Ocaña      | Bic       | + 2' 57"   |
| 3 | Agustín Tamames | Werner    | m. t.      |

### 5a etapa B[7]
19-09-1971: Sabadell – Sabadell, 16,5 km. (CRI):
|   | Ciclista          | Equip     | Temps   |
| - | ----------------- | --------- | ------- |
| 1 | Luis Ocaña        | Bic       | 24' 03" |
| 2 | Antoon Houbrechts | Salvarani | + 43"   |
| 3 | Felice Gimondi    | Salvarani | + 47"   |

|   | Ciclista            | Equip | Temps       |
| - | ------------------- | ----- | ----------- |
| 1 | Luis Ocaña          | Bic   | 28h 07' 29" |
| 2 | Bernard Labourdette | Bic   | + 20"       |
| 3 | Domingo Perurena    | Kas   | + 37"       |

## Classificació General
|    | Ciclista            | Equip     | Temps       |
| -- | ------------------- | --------- | ----------- |
| 1  | Luis Ocaña          | Bic       | 28h 07' 29" |
| 2  | Bernard Labourdette | Bic       | + 20"       |
| 3  | Domingo Perurena    | Kas       | + 37"       |
| 4  | Antoon Houbrechts   | Salvarani | + 58"       |
| 5  | Felice Gimondi      | Salvarani | + 1' 01"    |
| 6  | Agustín Tamames     | Werner    | + 1' 04"    |
| 7  | Miguel Mari Lasa    | Kas       | + 1' 56"    |
| 8  | Franco Bitossi      | Filotex   | + 2' 25"    |
| 9  | Santiago Lazcano    | Kas       | + 2' 34"    |
| 10 | Enrique Sahagún     | La Casera | + 2' 41"    |

## Classificacions secundàries
|   | Ciclista            | Equip     | Punts    |
| - | ------------------- | --------- | -------- |
| 1 | Santiago Lazcano    | Kas       | 29 punts |
| 2 | Felice Gimondi      | Salvarani | 19 punts |
| 3 | Bernard Labourdette | Bic       | 18 punts |

|   | Ciclista         | Equip     | Punts    |
| - | ---------------- | --------- | -------- |
| 1 | Domingo Perurena | Kas       | 11 punts |
| 2 | Juan Zurano      | La Casera | 11 punts |
| 3 | Santiago Lazcano | Kas       | 9 punts  |

|   | Ciclista         | Equip   | Punts    |
| - | ---------------- | ------- | -------- |
| 1 | Domingo Perurena | Kas     | 17 punts |
| 2 | Franco Bitossi   | Filotex | 37 punts |
| 3 | Miguel Mari Lasa | Kas     | 48 punts |

|   | Equip     | Nacionalitat | Temps       |
| - | --------- | ------------ | ----------- |
| 1 | Salvarani | Itàlia       | 84h 27' 20" |
| 2 | Bic       | França       | + 06"       |
| 3 | Kas       | Espanya      | + 1' 04"    |